# 晶腹腔吻鱈
晶腹腔吻鱈，為輻鰭魚綱鱈形目鼠尾鱈科的其中一種，分布於東太平洋加利福尼亞灣海域，屬深海底棲性魚類，深度180-300公尺，體長可達34公分，棲息在底中層水域，生活習性不明。